# KGR De Hunze

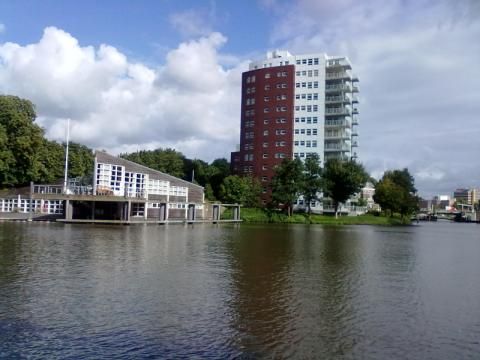
Het verenigingsgebouw van De Hunze in de Zuiderhaven

Koninklijke Groninger Roeivereniging De Hunze is een algemene burgerroeivereniging in de stad Groningen. Ze behoort tot de oudste roeiverenigingen van Nederland. 
KGR De Hunze organiseert marathon De Waterwolf, Stadje Rond en is gastvereniging voor de organisatie van de Gyas-Hunze Race.

## Eerste gemengde roeivereniging van Nederland
De Hunze is opgericht op 19 februari 1886. In 1909 werd in Groningen de eerste zelfstandige damesroeivereniging opgericht. In 1912 waren beide verenigingen op zoek naar nieuwe behuizing, daardoor kwam in 1912 een fusie tot stand. De toenmalige G.R.V. De Hunze werd daarmee de eerste gemengde roeivereniging van Nederland. In de fusie werd afgesproken dat De Hunze de naam zou leveren en Wellgunde de vlag.
Tot 1932 werd de vlag van Wellgunde door de nieuwe gemengde vereniging gevoerd. De vlag bevatte echter een swastika, waarop zij uiteindelijk in 1936 werd gewijzigd. Tot op de dag van vandaag voert men deze vlag, met één toevoeging: sinds de toekenning van het predicaat Koninklijk in 1961, ter gelegenheid van het 75 jarig bestaan, is de Nederlandse Koningskroon toegevoegd aan de vlag.

## Huisvesting
In de eerste jaren na de oprichting was De Hunze onder de oude Museumbrug gevestigd. In 1890 verhuisde de vereniging naar een botenark in de zwaaikom in het Verbindingskanaal, nabij het huidige Groninger Museum. In 1912 was dit botenhuis in dusdanig slechte staat dat de vereniging een nieuw botenhuis liet bouwen, naar het voorbeeld van de botenhuizen die aan de Amsterdamse Amstel werden gebouwd. Tijdens de Tweede Wereldoorlog werd het botenhuis in 1944 gevorderd door de Duitsers voor de opslag van goederen. De pontons konden het gewicht van de goederen echter niet aan en kwamen scheef te liggen. Tijdens de bevrijding van Groningen bevond het botenhuis zich in het schootsveld en een brand die daarbij uitbrak, verwoestte het pand en de resterende boten. Direct na de oorlog werd met de resterende vloot geroeid vanuit een houtloods van een Gronings bedrijf. In 1946 werd op de oude pontons van het verloren botenhuis een nieuw tijdelijk onderkomen gebouwd en intussen werden de mogelijkheden voor een nieuw onderkomen onderzocht. In 1952 werd aan de westzijde van dezelfde zwaaikom een nieuw onderkomen gebouwd. Deze locatie werd enige malen uitgebreid. Door nieuwe plannen met het Verbindingskanaal, onder andere de bouw van het Groninger Museum, moest de vereniging deze plek verlaten. Naar ontwerp van architect Gunnar Daan werd in de Zuiderhaven een nieuw botenhuis gebouwd, dat tot op heden door de vereniging wordt gebruikt.
In 2019 werd het pand verbouwd. De bovenverdieping is uitgebreid en hierbij is een ruime ergometer- en krachttrainingsruimte gerealiseerd.

## Bekende (ex-)leden van De Hunze
- Paul Drewes
- Annemiek de Haan
- Greet Hellemans
- Nicolette Hellemans
- Herman Isidor Oppenheim
- Marjan Pentenga
- Melvin Twellaar
- Anneke Venema
- Meike de Vlas